# Story Musgrave
Franklin Story Musgrave (Boston, 19 de agosto de 1935) é um médico e ex-astronauta norte-americano, veterano de seis missões espaciais entre 1983 e 1996 – a última delas aos 61 anos de idade – o único astronauta a voar em todos os cinco ônibus espaciais já construídos e o último astronauta da época do Projeto Apollo a deixar o serviço ativo.

## Carreira militar e medicina
Musgrave entrou para o Corpo de Fuzileiros Navais dos Estados Unidos aos dezoito anos, em 1953, após cursar duas escolas secundárias em seu estado natal de Massachusetts. Nos Fuzileiros Navais, trabalhou como eletricista de aviação e técnico de instrumentação, servindo na Coreia do Sul, Japão e Havaí, e no Extremo Oriente, como chefe de tripulação de apoio a aviões no porta-aviões  USS Wasp. Ainda na marinha, graduou-se como piloto e acumulou mais de 17 700 horas de voo em 160 tipos de aeronaves civis e militares. Além disso, foi um paraquedista com mais de quinhentos saltos livres em seu serviço militar, mais de cem deles experimentais, envolvendo o estudo da aerodinâmica humana.
Entre o fim dos anos 1950 e começo dos 1960, fez os estudos superiores em diferentes universidades, graduando-se em matemática, estatística, programação de computadores, química, fisiologia, biofísica e finalmente medicina, na Universidade de Columbia.
Como médico, dedicou-se à medicina aeroespacial e cardiovascular, área em que além de ensinar desenvolveu várias pesquisas. Na profissão, mesmo já estando ligado à NASA, clinicou durante os anos 1960 e 1970 em diversos hospitais e universidades.

## NASA
Story entrou para a NASA em 1967, durante o programa Apollo, como astronauta-cientista, aos 32 anos, e trabalhou no desenvolvimento do programa seguinte, o Skylab, sendo o comunicador do controle de voo em terra (CAPCOM) da segunda e terceira missões do programa, na metade dos anos 1970. Participou também da criação e desenvolvimento de todo o equipamento para atividades extraveiculares do programa dos ônibus espaciais no fim da década, incluindo as roupas para trabalho externo, sistemas de apoio à vida e unidades autônomas de movimentação humana no espaço (MMU). Como astronauta, realizaria diversas ‘caminhadas espaciais’ usando o material que ajudou a desenvolver.
Sua primeira viagem espacial foi em 4 de abril de 1983, na STS-6, primeiro voo da nave Challenger. Nesta missão, ele e o astronauta Donald Peterson foram os primeiros a testar as novas roupas espaciais para trabalho no vácuo e os primeiros a realizarem atividades extra-veiculares no programa do ônibus espacial.

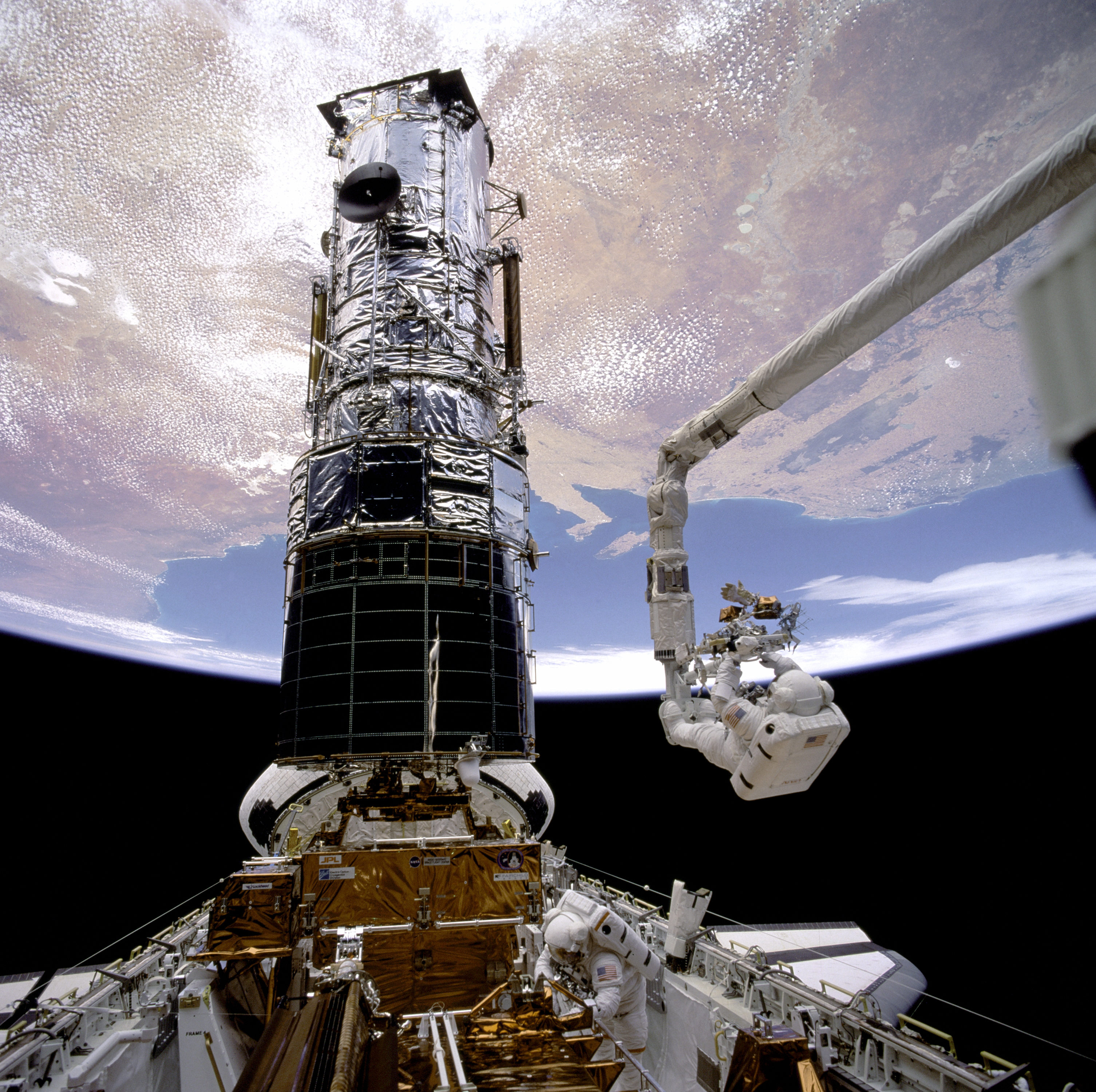
Musgrave, preso ao braço robótico Canadarm da nave Endeavour, prepara-se para iniciar os reparos no telescópio Hubble, em dezembro de 1993.

Em 29 de julho de 1985, na STS-51-F Challenger, uma missão de experiências científicas com o Spacelab, Musgrave foi novamente ao espaço e serviu como engenheiro de sistemas durante o lançamento e a reentrada e como piloto durante as operações em órbita.
Terceira missão, STS-33 Discovery, lançada na noite de 22 de novembro de 1989 de Cabo Canaveral, na Flórida, foi uma missão de cinco dias que levou ao espaço cargas não-reveladas do Departamento de Defesa dos Estados Unidos.
Dois anos depois, em novembro de 1991, ele voltou ao espaço na STS-44 Atlantis, que colocou em órbita satélites do programa de defesa, fez experiências com radiação e realizou numerosos testes médicos com vistas a estudar o comportamento humano em missões de longa duração do ônibus espacial.
Sua quinta missão, STS-61 Endeavour, foi a primeira viagem para manutenção e reparos do telescópio espacial Hubble. Durante a missão de onze dias, em que Musgrave realizou três caminhadas espaciais trabalhando entre a nave e o telescópio, o Hubble foi completamente restituído a suas capacidades totais de trabalho e observação.
Sua sexta e última missão, aos 61 anos, foi em novembro de 1996, na STS-80 da nave Columbia, quando completou missões espaciais em todos os cinco lançadores espaciais construídos. Na ocasião Musgrave tornou-se o mais velho homem no espaço, quebrando o recorde anterior do astronauta Vance Brand; o recorde de Musgrave seria quebrado posteriormente por John Glenn. Nesta missão, durante a reentrada e o pouso, Musgrave ficou na cabine de comando da nave com uma câmera de mão apontada para fora das janelas da Columbia, e conseguiu registras as ondas de plasma que correm em volta  da fuselagem da nave durante a reentrada em velocidade na alta atmosfera terrestre, sendo o primeiro astronauta a vê-las em primeira mão.
Com suas seis missões espaciais completas, ele acumula um total de 1282 horas no espaço.
Musgrave deixou a NASA em 1997 e ao longo dos anos posteriores, fez participações e deu diversos depoimentos em documentários de televisão sobre a Era Espacial e as missões presentes e futuras da NASA, como um dos mais experientes e longevos astronautas de sua história. Atualmente, trabalha como relações públicas, porta-voz e consultor das empresas Disney. Musgrave apareceu em algumas cenas rápidas na parte inicial do filme Missão a Marte em 2000, do diretor Brian de Palma.

## Vida pessoal
Casado e pai de seis filhos, um deles já falecido, nos anos 90 ele sofreu uma perseguição obsessiva de uma mulher, Margaret Mary Ray, portadora de esquizofrenia aguda de nascença e presa várias vezes anteriormente por perseguir o apresentador de TV norte-americano David Letterman. Libertada de sua última prisão por causa da perseguição a Letterman, Ray passou a perseguir Musgrave dizendo-se uma grande admiradora do astronauta, por quem "poderia morrer" e ser "alguém de grande integridade e inteligência". Ela chegou a ser presa em 1997 por invadir a propriedade de Musgrave. Ele só livrou-se da perseguição após Ray cometer suicídio em 5 de outubro de 1998.